# ألبرتو بيراساتيغي
ألبرتو بيراساتيغي (بالإسبانية: Alberto Berasategui)‏ مواليد 28 يونيو 1973 في بلباو، هو لاعب كرة مضرب إسباني سابق بدأ مسيرته كمحترف سنة 1991 وكان يلعب باليد اليمنى، اعتزل اللعب في مايو 2001. أعلى تصنيف له في الفردي كان المركز الـ 7 في سنة 1994.

## النهائيات

### الفردي: 1 (الوصافة 1)
| الحصيلة | السنة | البطولة                  | الأرضية | المنافس في النهائي | النتيجة في النهائي |
| الوصافة | 1994  | دورة رولان غاروس الدولية | ترابية  | سيرجي بروغيرا      | 3–6, 5–7, 6–2, 1–6 |

## روابط خارجية
- ألبرتو بيراساتيغي على موقع رابطة محترفي التنس (الإنجليزية)
- ألبرتو بيراساتيغي على موقع الاتحاد الدولي لكرة المضرب (الإنجليزية)
- ألبرتو بيراساتيغي على موقع كأس ديفيز (الإنجليزية)
- ألبرتو بيراساتيغي على موقع خلاصة التنس.كوم (الإنجليزية)